# Dufourea yunnanensis
Dufourea yunnanensis là một loài Hymenoptera trong họ Halictidae. Loài này được Wu mô tả khoa học năm 1990.